# Harjujärvet (Gällivare socken, Lappland, 741086-174973)
Harjujärvet är en sjö i Gällivare kommun i Lappland och ingår i Kalixälvens huvudavrinningsområde.